# Tanja Becker-Bender

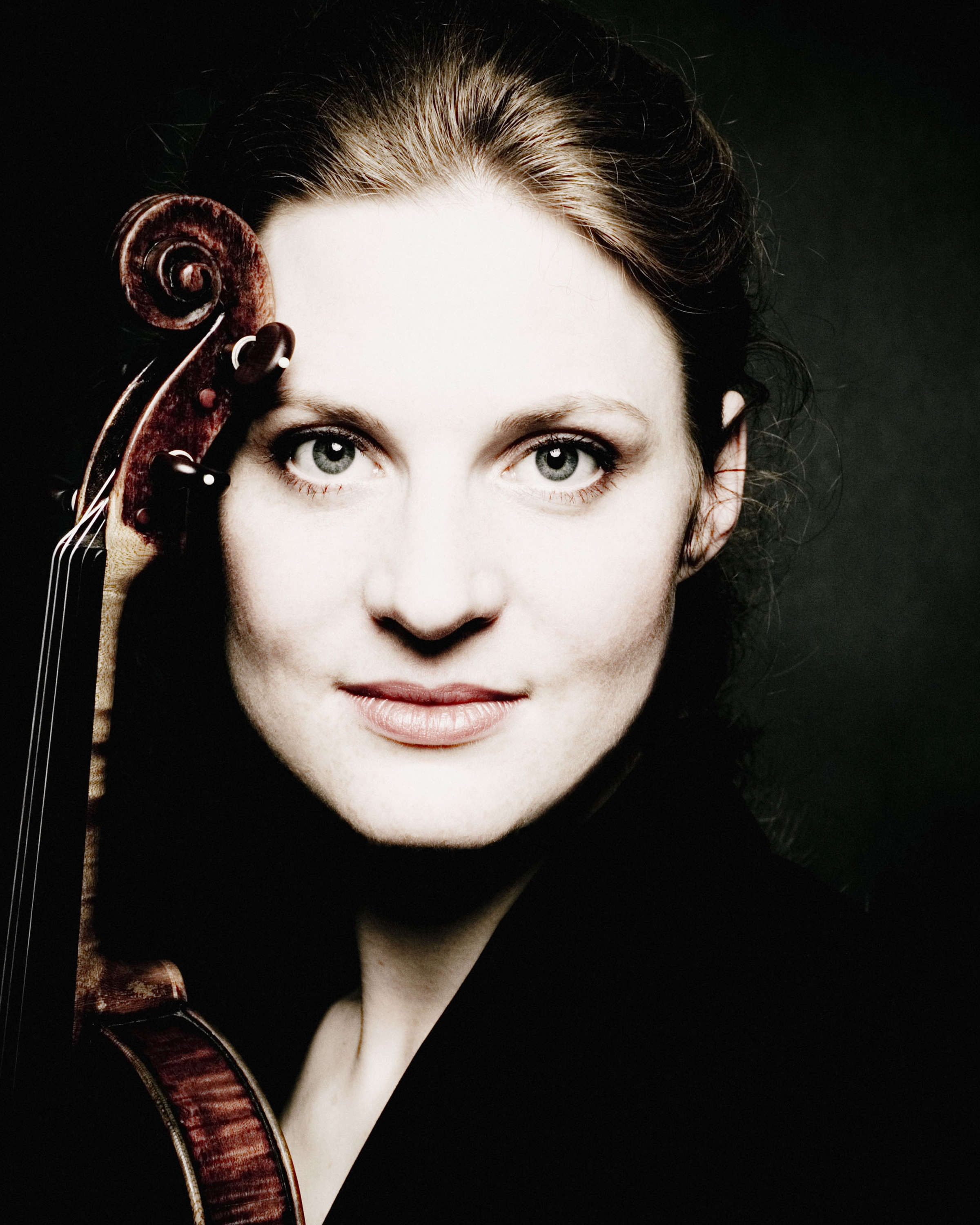
Tanja Becker-Bender (2007)

Tanja Becker-Bender (* 11. Februar 1978 in Stuttgart) ist eine deutsche Violinistin.

## Künstlerische Tätigkeit
Tanja Becker-Bender konzertierte seit ihrem zwölften Lebensjahr als Solistin auf internationalen Podien, unter anderem unter Kurt Masur, Gerd Albrecht, Hubert Soudant und Fabio Luisi mit namhaften Orchestern wie dem SWR Radio-Sinfonieorchester Stuttgart, dem Konzerthausorchester Berlin, dem Jerusalem Symphony Orchestra, dem Orchestre de la Suisse Romande und dem Tokyo Philharmonic Orchestra. Als Kammermusikerin trat sie in Festivals zusammen mit Gidon Kremer, Juri Baschmet und Boris Pergamenschikow auf.

## Ausbildung
Die instrumentelle Ausbildung erhielt sie bei Helmut Zehetmair am Mozarteum Salzburg, Wolfgang Marschner in Freiburg, Wilhelm Melcher in Stuttgart, bei David Takeno an der Guildhall School of Music and Drama in London und bei Günter Pichler an der Universität für Musik und darstellende Kunst Wien. Sie beendete die Studien mit dem Master of Music und dem Artist Diploma bei Robert Mann an der Juilliard School in New York City.

## Wettbewerbe
Tanja Becker-Bender erhielt Auszeichnungen bei internationalen Wettbewerben; u. a. in Genf (CIEM), Tokio (Bunkamura Orchard Hall Award), Belgien (Concours International de Musique de Chimay), Gorizia (Premio Rodolfo Lipizer), Genua (Premio Paganini) und in Houston (Houston Symphony League Award).

## Akademische Laufbahn
2004 und 2005 war Tanja Becker-Bender Direktorin des Violinprogramms der European American Musical Alliance (EAMA) in Paris.
Zum Wintersemester 2006/2007 wurde sie als Nachfolgerin von Maxim Vengerov Professorin für Violine an der Hochschule für Musik Saar in Saarbrücken. Seit dem Wintersemester 2009/2010 ist Tanja Becker-Bender als Professorin an der Hochschule für Musik und Theater Hamburg tätig. 2011 wurde sie Mitglied der Freien Akademie der Künste in Hamburg.

## Diskografie
- Dvořák: Werke für Violine und Klavier, Pavane, Belgien, ADW (1999)
- Albinoni: Violinkonzerte, Brilliant Classics, Niederlande (2005) – CD Nr. 3
- Beethoven: Klaviertrios, vol. 1 (mit dem Melcher-Trio), ARS Produktion, Deutschland (2007)
- Paganini: 24 Capricen für Violine Solo, Hyperion, London (2009) – Auszeichnung mit dem Prädikat „Editor’s Choice“ durch das englische Classical Music Magazine Gramophone und Classic FM
- Jean Perrin (1920–1988): Violinkonzert (1983), DIVOX Excellence, Deutschland (2010)
- Erwin Schulhoff (1894–1942): Werke für Violine und Klavier, Hyperion, London (Februar 2011) – Auszeichnung mit dem Prädikat „Disc of the Month“ durch das BBC Music Magazine (März 2011)
- Max Reger (1873–1916): Violinkonzert, A-Dur, op. 101, und zwei Romanzen, G-Dur und D-Dur, op. 50, Hyperion, London, CDA (Januar 2012) – Auszeichnung mit dem „International Record Review 'Outstanding' Award“ (Februar 2012)
- Ottorino Respighi (1879–1936): Violinsonaten, Fünf Stücke für Violine und Klavier u. a., Hyperion, London CDA (September 2012)
- Paul Hindemith (1895–1963): Violinsonaten u. a., Hyperion, London CDA (November 2013)
- Ferruccio Busoni (1866–1924): Violinkonzert, D-Dur, op. 35a, und (arr.) Benedictus aus der Missa Solemnis von L.v. Beethoven, op. 123, (Ersteinspielung) – Richard Strauss (1864–1949): Violinkonzert, d-moll, op. 8, Hyperion, London, CDA 68044 (August 2014) – Longlist 4/2014 des „Preis der deutschen Schallplattenkritik“
- Béla Bartók (1881–1945): The complete Works for Violin and Piano, Sonata for Violin solo, Piano Sonata, SWR>>music Stuttgart, Germany / Naxos Deutschland (2 CDs) (Januar 2016) – Longlist 2/2016 des „Preis der deutschen Schallplattenkritik“
- Friedrich Eck (1767 -1838): Three Violin Concertos, No. 1 in E major, No. 2 in G major, No. 5 in A  major, cpo 777975 -2, Coproduction with Südwestrundfunk, SWR2, Januar 2024

## Privates
Tanja Becker-Bender lebt in Berlin und Hamburg.